# Кюрюнке
Кюрюнке — пресноводное озеро на северо-востоке Якутии, в Абыйском улусе. Расположено на Абыйской низменности, в междуречье Индигирки и Селенняха, в 1,3 км к востоку от озера Бургайбыт. Состоит из двух плёсов: западного и восточного (более крупного).
Находится на высоте 37 м над уровнем моря. Площадь озера составляет 30,2 км², площадь водосбора — 106 км². Длина озера около 7,6 км, максимальная ширина в центральной части — 5,5 км.
Имеет сток в Селеннях через протоку на юге. Берега низкие, слабо изрезанные, поросшие луговой растительностью на северо-западе, с остальных сторон подступает тайга. Соединено протокой с озером Бургайбыт на западе. К северу находится озеро Сайылык, к юго-востоку — озеро Бургайбыт 2-е. Озёра Кюрюнке и Сайылык включены в территорию ресурсного резервата Сайылык общей площадью 18412 га.
Ближайший населенный пункт, село Куберганя, расположен примерно в 27 км к югу.